# علی‌آباد (گلباف)
علی‌آباد، روستایی است از توابع بخش گلباف شهرستان کرمان در استان کرمان ایران.

## جمعیت
این روستا در دهستان کشیت  قرار داشته و براساس آخرین سرشماری مرکز آمار ایران که در سال ۱۳۸۵ صورت گرفته، جمعیت آن  ۱۸نفر (۵خانوار) بوده‌است.